# Герман фон Бредов
Герман фон Бредов (нім. Hermann von Bredow; 4 листопада 1893, Вільгельмсгафен — 10 березня 1954, Зильт) — німецький військово-морський діяч, контрадмірал крігсмаріне (1 листопада 1942).

## Біографія
1 квітня 1912 року вступив у ВМФ кадетом. Закінчив військово-морське училище в Мюрвіку (1914) зі спеціальним курсом. Учасник Першої світової війни, служив на лінійному кораблі «Веттін» (1 серпня 1914 — 20 листопада 1915), вахтовим офіцером на міноносці. Після демобілізації армії залишений на флоті. З 2 листопада 1920 року — командир роти і ад'ютант 3-го батальйону берегової оборони. З 25 березня по 7 жовтня 1921 року — ротний командир військово-морського училища в Мюрвіку. В 1923-25 роках — вахтовий офіцер на крейсерах «Медуза» і «Тетіс», в 1925-26 роках — на лінійних кораблях «Ганновер» і «Ельзас». З 11 жовтня 1933 по 10 листопада 1935 року — радник Управління озброєнь Морського управління. З 8 лютого 1936 року — командир артилерійського навчального судна «Бруммер», з 20 вересня 1937 року — 1-го морського допоміжного батальйону, з 1 січня 1938 року — 5-ї кадрованої корабельної дивізії. 12 квітня 1939 року призначений комендантом Мемельської фортеці і командиром 3-го морського артилерійського батальйону. З 19 липня 1940 року — комендант морського укріпрайону «Полярне узбережжя», з 12 вересня 1940 по 6 січня 1945 року — «Крістіанзанд». 1 лютого 1945 року призначений інспектором інспекції ППО флоту. 22 липня 1945 року взятий в полон союзниками. 21 лютого 1947 року звільнений.

## Нагороди
- Рятувальна медаль (21 грудня 1912)
- Залізний хрест
  - 2-го класу (18 листопада 1915)
  - 1-го класу (29 вересня 1917)
- Почесний хрест ветерана війни з мечами (30 листопада 1934)
- Медаль «За вислугу років у Вермахті»
  - 4-го, 3-го і 2-го класу (18 жовтня; 2 жовтня 1936) — отримав 3 нагороди одночасно.
  - 1-го класу (25 років; 1 квітня 1937)
- Застібка до Залізного хреста
  - 2-го класу
  - 1-го класу (20 квітня 1942)